# Chiesa della Madonna del Carmine (Albisola Superiore)
La chiesa della Madonna del Carmine è un luogo di culto cattolico situato nella frazione di Luceto, in via della Chiappa, nel comune di Albisola Superiore in provincia di Savona.

## Storia e descrizione

Il campanile

La chiesa della Madonna del Carmine fu edificata verso la fine del XVIII secolo. L'interno, a navata unica, presenta una volta a crociera ed è privo di decorazioni.
Si conserva una interessante statua lignea della Vergine risalente ai primi anni del XIX secolo.
Interessante è il piccolo campanile con inserti di materiale in cotto e cupola ribassata coperta da tegole in ceramica. L'edificio è stato recentemente interessato da interventi di restauro.